# Sărățeni (Mureș)
Pour les articles homonymes, voir Sărățeni.
Sărățeni ou Sóvárad en hongrois est une commune roumaine du județ de Mureș, dans la région historique de Transylvanie et dans la région de développement du Centre.

## Géographie
La commune de Sărățeni est située dans l'est du județ, sur le cours supérieur de la Târnava Mică, au pied des Monts Gurghiu ; le point culminant de la commune est le mOnt Bekecs à 1 080 m d'altitude. Sărățeni est située à 5 km au sud-est de Sovata et à 30 km à l'est de Târgu Mureș, le chef-lieu du județ.
Le village de Sărățeni appartenait jusqu'en 2004 à la commune de Sovata mais elle s'en est séparée à cette date pour devenir une commune indépendante.
La municipalité est composée du seul village suivant (population en 2002) :
- Sărățeni (2 090).

## Histoire
La première mention écrite du village date de 1332 sous le nom de Varad.
le village de Sărățeni a appartenu au royaume de Hongrie, puis à l'empire d'Autriche et à l'Empire austro-hongrois.
En 1876, lors de la réorganisation administrative de la Transylvanie, elle a été rattachée au comitat de Maros-Torda.
La commune de Sărățeni a rejoint la Roumanie en 1920, au traité de Trianon, lors de la désagrégation de l'Autriche-Hongrie. Après le deuxième arbitrage de Vienne, elle a été occupée par la Hongrie de 1940 à 1944, période durant laquelle sa petite communauté juive fut exterminée par les nazis. Elle est redevenue roumaine en 1945.

## Politique
Le conseil municipal de Sărățeni compte 11 sièges de conseillers municipaux. À l'issue des élections municipales de juin 2008, Arpad Madaras (UDMR) a été élu maire de la commune.
| Parti                                      | Nombre de conseillers |
| ------------------------------------------ | --------------------- |
| Union démocrate magyare de Roumanie (UDMR) | 8                     |
| Parti tsigane "Pro Europa"                 | 2                     |
| Parti civique hongrois                     | 1                     |

## Démographie
En 1910, le village comptait 1 946 Hongrois (100 %).
En 1930, on recensait 31 Roumains (1,76 %), 1 552 Hongrois (88,18 %), 10 Juifs (0,57 %) et 163 Tsiganes (9,26 %).
En 2002, 16 Roumains (0,99 %) côtoient 1 534 Hongrois (94,28 %) et 75 Tsiganes (4,61 %). On comptait à cette date 560 ménages et 524 logements.
| 1850  | 1880  | 1900  | 1910  | 1930  | 1956  | 1977  | 1992  | 2002  |
| ----- | ----- | ----- | ----- | ----- | ----- | ----- | ----- | ----- |
| 1 390 | 1 569 | 1 878 | 1 946 | 1 760 | 1 755 | 1 644 | 1 610 | 1 627 |

| 2007  | - | - | - | - | - | - | - | - |
| ----- | - | - | - | - | - | - | - | - |
| 2 090 | - | - | - | - | - | - | - | - |

## Économie
L'économie de la commune repose sur l'agriculture, l'élevage et l'exploitation des forêts.

## Communications

### Routes
Sărățeni se trouve sur la route nationale DN13A Sovata-Bălăușeri.

### Voies ferrées
Le village est desservi par la ligne de chemin de fer Praid-Blaj qui dessert également Sovata et Târnăveni.

## Jumelages
Sátoraljaújhely (Hongrie)
 Kőröshegy (Hongrie)

## Lieux et monuments
- Sărățeni, église réformée de 1766 avec son mur d'enceinte.